# Первый вседонецкий съезд советских писателей и литкружковцев
Первый вседонецкий съезд советских писателей и лит-кружковцев — съезд литераторов Донбасса, который прошел в городе Донецке с 22 ноября по 23 ноября 1933 года.
На вседонецкий съезд прибыло 120 человек с разных городов Донбасса . Кроме этого на съезд приехали московские писатели Олеша, Жига, Касаткин, Селивановский, Обрадович, Москвин, Шведов, Смеляков, Долматовский, Строгановский, Шейнин, харьковские писатели Кириленко, Щупак, Любченко, Шовкопляс, Петников, Торин, Нагнибида, киевские писатели Яковенко, Косынка, Добровольский, зав. секреториата литературы и культуры  ЦК КПУ Ганс, Голова, и Кац от всеукраинской редакции истории заводов.
Съезд выслужил и обсудил доклады Селевановского представителя Всесоюзного Оргкомитета советских писателей « Очередные задачи советской литературы Донбасса», Землянко зав. культотдела облпрофсовета «Состояние и перспективы массового литературного движения в Донбассе», и доклад И. Жиги о роботе лит-групп.
Этот съезд ознаменовался началом репрессий против украиноязычных писателей донбасса, и началом свертывания политики коренизации. В частности на этом съезде обвинили в троцкизме Баглюка и Гайворонского которые были руководителями журнала «Литературный Донбасс». Также их обвинили в том что они порочили пролетарского шатёрского поэта Павла Беспощадного, побуждали других донбасских писателей осветлять процессы соцстроительства в донбассе с негативной стороны, саботировали написание «Истории фабрик и заводов Донбасса». Также их обвиняли в том что они издавали только русских и украинских писателей, и игнорировали греческих и татарских писателей донбасса, в том что они поддерживали украинский национализм в частности в журнале «Литературный Донбасс» была напечатано националистическое произведение «Голубая кровь» Козориза.
Первый съезд постановил активизировать и повысить литературный уровень произведений донбасских писателей, и перенести публикации с литературного журнала на местные журналы и газеты. Съезд констатировал что литература донбасса отстает в идейно-художественном плане, и назвал писателей чьё творчество не соответствует нынешним потребностям пролетарской культуры : Черкасский, Герасименко, Рудь, Фарбер, Лагодзинский, Заходячено, Чебаллин, Ковалевский, Матусовский, Уппеник, и др.
Одним из недостатков доклада Селивановского на Вседонецком съезде было штучное отделение литературного процесса в Донбассе от Украинского и общесоветского. Так на съезде не рассматривалось творчество писателей которые жили за пределами региона но писали о Донбассе, например «20 век» российского писателя Укусова, поэма "Угольные баррикады " украинского писателя Ярослава Гримайла, роман «В степи» украинского писателя Божка, «Завоеватели недр» Дмирия Гордиенко, «На гора» Ледянки.
Недостатком доклада Селевановского недостаточное внимание к вопросам драматургии.